# Amulet A Mute
Amulet A Mute（あむれっと あみゅーと）は、日本の女性アイドルグループ。SScompany.(旧Kitsune Project)所属。コンセプトは『まっすぐに、ずっといっしょに』。通称あむあむ。Twitterハッシュタグは#あむあむ

## 概要
グループ 可愛くて清楚。見て、聴いた人の心にそっと寄り添えるパフォーマンスをするグループ
楽曲 たのしくかわいく、そして心にぐっとくる、真っすぐな気持ちをうたう曲
目標 グループ単独でのTIF出場
現在は定期公演、コンセプト公演、楽曲育成委員会、主催ライブを開催
2024年7月7日に超NATSUZOME2024に出演。7月15日にはSPARK 2024 in KAWASAKIに出演。
2025年1月19日に解散ライブを開催

## レギュレーション
静止画/動画撮影可能
各種レギュレーションの詳細は公式Xのハイライトを参照

## 来歴

### 2023年
- 08月26日 - SHIBUYA VIDENT デビューライブを開催
- 09月18日 - CLUB CRAWL「望月せり生誕祭2023」を開催
- 09月30日 - CLUB CRAWL 第一回定期公演『A MUTE vol.1』を開催
- 10月15日 - SHIBUYA VIDENT 楽曲育成委員会 vol.1『アムリタイム』を開催
- 10月29日 - CLUB CRAWL 第二回定期公演『A Mute vol 1.1』を開催
- 11月11日 - AOHARIUM TOKYO コンセプト公演『あむあむ栗公演』を開催
- 11月19日 - CLUB CRAWL 第三回定期公演『A Mute vol.1.2』を開催
- 11月23日 - CLUB CRAWL 楽曲育成委員会 vol.2『にっこり「あ」と「む」』を開催
- 12月09日 - CLUB CRAWL 楽曲育成委員会 vol.3『しゅがー⭐︎すぱいちーガール』を開催
- 12月13日 - SHIBUYA Star lounge 先輩グループのらりくらりとの初対バン「のらくら年末ジャンボ公演-第2弾-」
- 12月23日 - CLUB CRAWL 第四回定期公演『A Mute vol.1.3』を開催
- 12月24日 - AOHARIUMU TOKYO  「清野そら生誕祭2023」を開催
- 12月30日 - 新メンバー募集開始

### 2024年
- 01月14日 - CLUB CRAWL 楽曲育成委員会 vol.4『きみとあみゅーと』『あの日』『あむきゅんちゅーん』を開催
- 01月25日 - CLUB CRAWL 第五回定期公演『A MUTEvol.2 』を開催
- 01月28日 - AOHARIUM TOKYO コンセプト公演『いちご公演』を開催
- 02月17日 - AOHARIUM TOKYO 楽曲育成委員会 vol.Final『まとめ』を開催
- 02月28日 - SHIBUYA DESEO 第六回定期公演『A MUTE vol.3』を開催
- 02月28日 - 佐々木せな脱退。以降は4人体制での活動となる。
- 03月17日 - AOHARIUMU TOKYO  「星乃りん生誕祭2024」を開催
- 03月31日 - 新メンバー 赤担当 瀬良みむ　加入
- 03月31日 - Deseo mini  新体制お披露目「AMUTE」開催
- 04月09日 - CLUB CRAWL 『あむあむ春の制服ライブ』sub title「アムりたいそう練習公演」を開催
- 04月29日 - Deseo mini  第七回定期公演「A MUTE」開催
- 05月14日 - CHELSEA HOTEL「単独公演 みむちゃん誕生日パーティ」開催
- 06月01日 - AOHARIUMU TOKYO「七瀬のあ生誕祭2024」を開催
- 06月09日 - Shibuya Milkyway「Amulet A Mute 1st Oneman LIVE [ Future ]」開催
- 06月09日 - 新メンバー 紫担当 結月 あかり　緑担当 真希 しの　加入 以降は7人体制での活動となる。
- 06月15日 - Amulet A Mute (@amuletamute)のちまちまねーじゃーがメンバーオフショットを不定期で更新していきます👍🏻🎶 ちまちまねーじゃー  アカウントが始動
- 06月20日 - 超NATSUZOME2024出場権争奪戦 暫定配信ポイン2位+LIKEポイント1位
- 06月22日 - 超NATSUZOME2024争奪戦結果発表   総合ポイントランキング1位🥇 配信&動画ポイントランキング2位🥈  動画LIKEランキング1位🥇
- 8月、「真夏のTGIF 週プレ賞 2024」において、編集部・金髪りさより真希しのが推薦される[1]。
- 09月08日 - DESEO mini 「🩷🎂望月せり生誕祭2024開催決定🎂🩷」を開催
- 09月15日 -恵比寿クレアート「ワキワキもりもり〜初心者大歓迎！うぃーあーあむちゃんず 練習公演〜」を開催
- 11月17日 - 清野そら卒業
- 11月21日 - 望月 せり、七瀬のあ卒業。以降は4人体制での活動となる。

### 2025年
- 01月19日 - 解散ライブ

## メンバー
| 名前                      | 誕生日   | 年齢 | 身長  | 趣味                         | 特技               | 出新地 | 加入      | ハッシュタグ                           | 備考                                              |
| ------------------------- | -------- | ---- | ----- | ---------------------------- | ------------------ | ------ | --------- | -------------------------------------- | ------------------------------------------------- |
| 星乃 りん ほしの りん     | 03月16日 | 20才 | 143m  | 歌をうたう                   | 鼻を動かせる       | 埼玉県 | 2023年8月 | #りんじほうこく                        | コレって恋ですか？新メンバーオーディション りんご |
| 瀬良 みむ せら みむ       | 05月17日 | 19才 | 153cm | 食べること                   | ゾンビの真似できる | 関東   | 2024年3月 | チェキツイ #みむめもりある             |                                                   |
| 結月 あかり ゆづき あかり | 11月01日 | 19才 | 159cm | 可愛いカフェとラーメン巡り🍜 | 料理つくれます🍳   | 埼玉県 | 2024年6月 | チェキツイ #あかりんとにゃーめんじろう |                                                   |
| 真希 しの まきしの        | 1月20日  | 18才 | 149cm | 野球観戦⚾                   |                    | 山梨県 | 2024年6月 | チェキツイ #いとしのしのちゃん         |                                                   |
| 茉白まいな ましろまいな   |          |      |       |                              |                    |        |           | チェキ #まいなにかまってあげる         |                                                   |
| 成海ゆゆ なるみゆゆ       |          |      |       |                              |                    |        |           |                                        |                                                   |

### 旧メンバー
| 名前                    | 誕生日   | 身長  | 特技       | 加入      | 卒業       |
| ----------------------- | -------- | ----- | ---------- | --------- | ---------- |
| 佐々木 せな ささき せな | 04月26日 | 159cm | 料理       | 2023年8月 | 2024年2月  |
| 清野 そら せいの そら   | 12月23日 | 154cm | 漫画をよむ | 2023年8月 | 2024年11月 |
| 望月 せり もちづき せり | 09月03日 | 161cm | カラオケ   | 2023年8月 | 2024年11月 |
| 七瀬 のあ ななせ のあ   | 05月29日 | 165cm | 爆レス     | 2023年8月 | 2024年11月 |

## 作品
| タイトル                   | 作曲者     | 作詞者     | 歌詞のリンクと曲の紹介             |
| -------------------------- | ---------- | ---------- | ---------------------------------- |
| きみとあみゅーと           | 薮崎太郎   | はるな     | きらきら星のメロディが特徴的な楽曲 |
| あむきゅんちゅーん         | 薮崎太郎   | 薮崎太郎   | 楽しい❗️可愛い😍グルメチューン🍳   |
| アムリタイム               | Zacroti    | maimimi    | みんな大好き最強4つ打ち🎶          |
| あの日                     | 星山 卓満  | はるな     | 大切な曲です。                     |
| にっこり「あ」と「む」     | Katz       | はるな     | 元気のでるでるアップチューン       |
| Amsemble                   | ミナミトム | はるな     |                                    |
| しゅがー⭐︎すぱいちーガール | Zactori    | maimimi    | 歌詞                               |
| 可愛い禁止令               |            | はるな     | 歌詞                               |
| 推すにたる！               | Zactori    | maimimi    |                                    |
| あむりたいそう             |            | はるな     |                                    |
| Sentimental Darling        | 塩原大貴   | 月丘りあ子 |                                    |
| ずっきゅん⭐︎サマー！       | 薮崎太郎   | 薮崎太郎   |                                    |
| うぃーあーあむちゃんず！   |            |            |                                    |
| 走れ                       |            |            |                                    |

## ハッシュタグ
| No | ハッシュタグ      | 備考                                                               |
| -- | ----------------- | ------------------------------------------------------------------ |
| 1  | #あむあむ         | Amulet A Muteのハッシュタグ                                        |
| 2  | #あむあむーびー   | あむあむのムービーのハッシュタグ                                   |
| 3  | #ファミチキ真剣部 | 望月せりが部長のファミマのファミチキを食べたら報告するハッシュタグ |